# Good Vibrations
„Good Vibrations“ je píseň americké skupiny The Beach Boys, která původně vyšla jako singl v říjnu roku 1966 (na její B-straně byla instrumentální píseň „Let's Go Away for Awhile“ z alba Pet Sounds). V září roku 1967 pak píseň „Good Vibrations“ vyšla na albu Smiley Smile. Jejím autorem je Brian Wilson, který je rovněž producentem nahrávky, společně s Mikem Lovem. V původní nahrávce písně hraje na Tannerin, což je nástroj inspirovaný thereminem, hraje pozounista Paul Tanner. Časopis Rolling Stone zařadil píseň na šestou příčku žebříčku pětiset nejlepších písní všech dob.